# Bolus
Bolus (gr. βόλος, lat. bolus) er et jordfundet,
fedtet, gulligt eller brunt mineral, der
væsentligst består af vandholdigt aluminiumsilikat
af vekslende sammensætning.
Bolus har lige siden
Oldtiden været meget anvendt som farvestof
og som lægemiddel. Det forekommer hyppigst
i hulrum eller i spalter i basalt og ældre
eruptivbjergarter, sjældnere i serpentin og
kalksten.
Hvid bolus, der navnlig forekommer i
Tyskland og Böhmen, anvendtes især til kit
og som blodstandsende middel. Terra di Siena
(brunjord fra Siena) anvendes endnu som brun
farve ved freskomalerier og i kobberstik.
Terra lemnia fra øen Lemnos havde i Oldtiden
særligt ry som lægemiddel; det anvendtes i
form af små klumper med et aftryk af et
signet (Terra sigillata).
Rød bolus (navnlig fra
Armenien) anvendes især som pudsemiddel
ligesom gul bolus, der fortrinsvis fås fra
Frankrig. Endnu en varietet er den som brunt
farvestof anvendte cypriske umbra fra
Cypern og Sinope.